# Arrastaria
Arrastaria era un municipio español que estaba situado en la provincia de Álava, País Vasco.

## Situación
El municipio estaba formado por las localidades del valle de Arrastaria, que linda con Orduña, Vizcaya.

## Historia
Eclesiasticamente pertenece al arciprestazgo de Orduña. En el año 1260, Orduña consigue un privilegio por el cual se aplica el fuero local en las heredades propiedad de orduñeses situadas en Derendano (hoy Saracho) y las aldeas del valle de Arrastaria. Por lo tanto se supone que este valle perteneció a la villa de Orduña y Señorío de Vizcaya y según consta en las ordenanzas municipales en el año 1373 Arrastaria pertenecía a la jurisdicción de Orduña.
En 1380, según un documento que se conserva en el archivo municipal, fray Fernán Pérez de Ayala, dominico, señor de la casa de Ayala, pleiteó contra Orduña sobre la propiedad de los pueblos que forman el valle, habiendo sentenciado a su favor el rey, y quedando estos lugares incorporados a la provincia de Álava. Posteriormente perteneció al señorío de Ayala, y el alcalde mayor que los señores de dicha casa ponían en sus estados tenía derecho a conocer en grado de apelación las causas civiles del valle y además a elegir alcalde ordinario entre los tres sujetos propuestos por los vecinos. Esta hermandad hizo causa común con los municipios colindantes en el pleito iniciado contra Álava por los repartimientos de 1576.
En 1976 el municipio fue absorbido por el municipio de Amurrio y desde entonces forma parte de este, a pesar de que el municipio de Orduña hubiera sido la absorción natural. Sin embargo esta anexión no era posible, al pertenecer Orduña a Vizcaya y Arrastaria formar parte de Álava, ya que las fronteras provinciales no son modificables según la legislación vigente.
Así se describe a Arrastaria en el tomo III del Diccionario geográfico-estadístico-histórico de España y sus posesiones de Ultramar, obra impulsada por Pascual Madoz a mediados del siglo XIX:

Ayuntamiento en la provincia de Álava (6 leguas a Vitoria), diócesis de Calahorra (12), audiencia territorial de Burgo (19), capitanía general de las Provincias Vascongadas, vicaria y partido judicial de Orduña (1/2). SITUADO a la falda Oeste de la peña de Orduña, y al Norte de la sierra de Guibijo. CLIMA: frio y sano. Se compone de los lugares de Aloria, Artomaña, Délica (capital) y Tertanga, que con otros barrios y caseríos reúnen hasta 102 CASAS bastante medianas. El TÉRMINO se extiende a 1 legua de Este a Oeste, y 1/2 de Norte a Sur. Confina por Norte con Orduña y término municipal de Ayala, al Este con el de Urcabustaiz, por Sur con el de Cuartango interpuesta parte de la sierra de Guibijo, y por Oeste con el valle de Loza (Castilla). Le recorren varios arroyos que contribuyen a formar el rio Nervion, que tiene origen de los que nacen en Délica. El TERRENO, aunque quebrado, es bastante fértil en la parte cultivable. Los CAMINOS están medianamente cuidados, así como los 6 puentes que se encuentran sobre el Nervion, llamados Zabalborado, Yespe, Pasomalo, Briendo, Micurabalde y Turricaya. El CORREO se recibe en Orduña. PRODUCTOS: cereales, vino, legumbres, hortaliza y frutas. Hay buen pasto y se cría mucho ganado. POBLACION: conforme a los datos oficiales, 103 vecinos, 499 almas. El PRESUPUESTO MUNICIPAL asciende a 13,500 reales vn. y se cubre con algunos arbitrios, y el déficit por reparto vecinal.
Diccionario geográfico-estadístico-histórico de España y sus posesiones de Ultramar

## Concejos
El municipio estaba formado por cuatro pueblos, que actualmente forman concejos:
- Aloria
- Artómaña (hoy oficialmente Artomaña)
- Délica (hoy oficialmente Delika) , que era la capital.
- Tertanga

## Demografía
| Gráfica de evolución demográfica de Arrastaria entre 1842 y 1970 |
| |
| Población de derecho según los censos de población del INE Población de hecho según los censos de población del INEEntre el censo de 1981 y el anterior, este municipio desaparece porque se integra en el municipio 01002 (Amurrio) |

Supuesto demográfico 2000 a 2020 si el municipio todavía existiera:
| Gráfica de evolución demográfica de Arrastaria entre 2000 y 2022 |
|                                                                  |
| Población de derecho según los censos de población del INE.      |